# Værkliste for Jean Sibelius
Jean Sibelius skrev et stort antal musikalske værker fordelt på mange klassiske musikalske genrer. Nedenstående er en Værkliste for Jean Sibelius.

## Orkesterværker
- Kullervo, symfoni for sopran- og barytonsolister, mandskor og orkester, opus 7, cirka 75 min (1892)
- En saga, tonedigt, opus 9, cirka 18 min (1892/1902)
- Karelia-suite, opus 11, cirka 15 min (1893/94)
- Lemminkäinen-suite (Fire legender fra Kalevala, deriblandt Tuonelas svane), opus 22, cirka 45 min (1896/97)
- Finlandia, tonedigt, opus 26, cirka 8 min (1899/1900)
- Symfoni nr. 1 i e-mol, opus 39, cirka 36 min (1899/1900)
- Symfoni nr. 2 i D-dur, opus 43, cirka 45 min (1902/03), tilegnet Axel Carpelan
- Valse triste, opus 44:1, cirka 5 min (1903/04)
- Violinkoncert i d-mol, opus 47, cirka 33 min (1904/05)
- Pohjolas dotter, symfonisk fantasi, opus 49, cirka 12 min (1906)
- Pelléas och Mélisande, opus 46, cirka 30 min (1905) (Skuespilsmusik til dramaet med samme navn af Maurice Maeterlinck)
- Symfoni nr. 3 i C-dur, opus 52, cirka 30 min (1907)
- Nattlig ritt och soluppgång, symfonisk fantasi, opus 55, cirka 15 min (1908)
- Symfoni nr. 4 i a-mol, opus 63, cirka 35 min (1911)
- Symfoni nr. 5 i Ess-dur, opus 82, cirka 32 min (1915/16/19)
- Symfoni nr. 6 (i d-mol), opus 104, cirka 27 min (1923)
- Symfoni nr. 7 (uden pauser eller skarpe grænser mellem satserne) i C-dur, opus 105, cirka 21 min (1924)
- Tapiola, tonedigt, opus 112, cirka 18 min (1926)
- Andante festivo for strygekorkester, cirka 5 min (komponeret for strygekvartet i 1922, arrangeret for strygeorkester i 1938)
- Stormen (opus 109) musik til stykket Stormen

## Kammermusik
- Fuga for Martin Wegelius for strygekvartet (1889)
- Strygekvartet i a-mol (1889)
- Suite (også Trio) i A-dur for violin, viola og cello (1889). Violinstemmen til satserne 4 og 5 er gået tabt.
- Sonat i F-dur for violin og klaver (1889)
- Tempo di valse (fis-moll, Lulu-valsen) for cello og klaver (1889)
- Strygekvartet i B-dur, opus 4 (1890)
- Adagio (d-moll) for strygekvartet (1890)
- klaverkvintet i g-mol (1890)
- klaverkvartet i c-mol (også i C-dur) (1891)
- Duo for violin og viola (1891–92)
- klaversonate i F-dur, opus 12 (1893)
- Rondo for viola og klaver (1893)
- Malinconia, opus 20 for cello og klaver (1900)
- Ödlan for soloviolin og strygekvintet, opus 8 (1909)
- Strygekvartet i d-mol (Voces intimae), opus 56, cirka 29 min (1909)
- Cantique (Laetare anima mea) for violin eller cello og klaver, opus 77:1 (1915), arrangement af værket for violin eller cello og orkester fra 1914.
- Devotion (Ab imo pectore) for violin eller cello og klaver, opus 77:2. (1915), arrangement af værket for violin eller cello og orkester fra samme år.
- Fyra stycken for violin (eller cello) og klaver, opus 78 (1915–17)
- Seks stykker for violin og klaver, opus 79 (1915–17)
- Sonatine i E-dur for violin og klaver, opus 80 (1915)
- Fem stykker for violin og klaver, opus 81 (1915–18)
- Novellette for violin og klaver, opus 102 (1922)
- Cinq danses champêtres for violin og klaver, opus 106 (1924)
- Scène d’amour for violin og klaver, opus 71 (1925). Arrangement af Scaramouche-pantomimemusikken fra 1913.
- Fire stykker for violin og klaver, opus 115 (1929)

1. Auf der Heide (På heden)
2. Ballade
3. Humoresque
4. Die Glocken (Klokkerne)

- Tre stykker for violin og klaver, opus 116 (1929)

## Klavermusik
- Tema og variationer i D-dur (1886)
- Au crépuscule (1887)
- A Betsy Lerche (1889)
- Seks impromptun, opus 5 (1890–93)
- Sonate i F-dur, opus 12 (1893)
- Ti klaverstykker, opus 24 (1895–1903)
- Marche triste (1899)
- Finlandia for klaver, opus 26 (1900)
- Kavaljeren (1900)
- Arrangement af seks finske folkeviser for klaver (1903)
- Kyllikki, tre lyriske stykker, opus 41 (1904)
- Pelléas og Mélisande, suite for klaver, opus 46 (arrangement af orkestersuiten uden nr 2a) (1905)
- Belsazars gæstebud, suite for klaver, opus 51 (arrangement af orkestersuiten) (1907)
- Pan og Echo for klaver, opus 53a (arrangement af orkesterværket) (1907)
- 10 stykker, opus 58 (1909)
- Tre sonatiner, opus 67. To rondino (1912)
- To rondino, opus 68 (1912)
- Pensées lyriques, opus 40 (1912–16)
- Bagatelles, opus 34 (1913–16)
- Fire lyriske stykker, opus 74 (1914)
- Cinq morceaux, opus 75 (1914–19)
- Seks stykker, opus 94 (1914–19)
- Treize morceaux, opus 76 (1911–19)
- Cinq morceaux, opus 85 (1916–17)
- Seks bagateller, opus 97 (1920)
- Huit petits morceaux, opus 99 (1922)
- Suite caractéristique for klaver, opus 100 (arrangement af værket for harpe og strygere (1922)
- Five Romantic Compositions, opus 101 (1924)
- Five Characteristic Impressions, opus 103 (1924)
- Five Esquisses, opus 114 (1929)
- Rakkaalle Ainolle (Til den kære Aino) for firehændigt klaver (1931)

## Solosange
- En vise, tekst af Baeckman (1888)
- Serenade, tekst af Johan Ludvig Runeberg (1888)
- Orgier, tekst af Lars Stenbäck (1888–89)
- Skogsrået, tekst af Viktor Rydberg (1888–89)
- Hjärtats morgon, opus 13:3, tekst af Johan Ludvig Runeberg (1890)
- Likhet, tekst af Johan Ludvig Runeberg (1890)
- Syv solosange med tekst af Johan Ludvig Runeberg, opus 13 (1891–92)

1. Under strandens granar (1892)
2. Kyssens hopp (1892)
3. Hjärtats morgon (1891)
4. Våren flyktar hastigt (1891)
5. Drömmen (1891)
6. Till Frigga (1892)
7. Jägargossen (1891)

- Sju solosånger, opus 17 (1891–1904)

1. Se’n har jag ej frågat mera, tekst af Johan Ludvig Runeberg (1891–92)
2. Sov in!, tekst af Karl August Tavaststjerna (1891–92)
3. Fågellek, tekst af Karl August Tavaststjerna (1891)
4. Vilse, tekst af Karl August Tavaststjerna (1898/1902)
5. En slända, tekst af Oscar Levertin (1904)
6. Illalle, tekst af Aukusti Valdemar Forsman (= Koskimies) (1898)

- Fem julesange, opus 1 (1897–1913)

1. Nu står jul vid snöig port, tekst af Zacharias Topelius (1913)
2. Nu så kommer julen, tekst af Zacharias Topelius (1913)
3. Det mörknar ute, tekst af Zacharias Topelius (1897)
4. Julevise: Giv mig ej glans, ej guld, ej prakt, tekst af Zacharias Topelius (1909)
5. On hanget korkeat, nietokset, tekst af Wilkku Joukahainen (1901)

- Sången om korsspindeln, nr 4 fra Kung Kristian II, opus 27:4, klaverarrangement med sangtekst (1898)
- Segelfahrt, tekst af Johannes Öhquist (1899)
- Souda, souda sinisorsa, tekst af Aukusti Valdemar Forsman (= Koskimies) (1899)
- Seks sange, opus 36 (1899–1900)

1. Svarta rosor, tekst af Ernst Josephson (1899)
2. Men min fågel märks dock icke, tekst af Johan Ludvig Runeberg (1899)
3. Bollspelet vid Trianon, tekst af Gustaf Fröding (1899)
4. Säv, säv, susa, tekst af Gustaf Fröding (1900)
5. Marssnön, tekst af Josef Julius Wecksell (1900)
6. Demanten på marssnön, tekst af Josef Julius Wecksell (1900)

- Fem sange, opus 37 (1900–02)

1. Den första kyssen, tekst af Johan Ludvig Runeberg (1900)
2. Lasse liten, tekst af Zacharias Topelius (1902)
3. Soluppgång, tekst af Tor Hedberg (1902)
4. Var det en dröm, tekst af Josef Julius Wecksell (1902)
5. Flickan kom ifrån sin älsklings möte, tekst af Johan Ludvig Runeberg (1901)
6. Lastu lainehilla, tekst af Ilmari Calamnius (1902)

- Fem sange, opus 38 (1903–04)

1. Höstkväll, tekst af Viktor Rydberg (1903)
2. På verandan vid havet, tekst af Viktor Rydberg (1903)
3. I natten, tekst af Viktor Rydberg (1903)
4. Harpolekaren och hans son, tekst af Viktor Rydberg (1904)
5. Jag ville, jag vore i Indialand, tekst af Gustaf Fröding (1904)

- Les trois soeurs aveugles for sangstemme og klaver, opus 46, arrangement af nr 4 i musikken for Pelléas och Mélisande (1905)
- Seks sange, opus 50 (1906)

1. Lenzgesang (Vårsang), tekst af A. Fitger
2. Sehnsucht (Længsel), tekst af Emil Rudolf Weiss
3. Im Feld ein Mädchen singt, tekst af Margarete Susman
4. Aus banger Brust, tekst af Richard Dehmel
5. Die stille Stadt, tekst af Richard Dehmel
6. Rosenlied, tekst af Anna Ritter

- Erloschen, tekst af Georg-Busse Palma (1906)
- To sange, opus 35 (1907–08)

1. Jubal, tekst af Ernst Josephson
2. Teodora, tekst af Bertel Gripenberg

- Seks sange, opus 72 (1907–15)

1. Vi ses igen, tekst af Viktor Rydberg (1914). Tabt
2. Orions bälte, tekst af Zacharias Topelius (1914). Tabt
3. Kyssen, tekst af Johan Ludvig Runeberg (1915)
4. Kaiutar, tekst af Larin-Kyösti (1915)
5. Der Wanderer und der Bach (Vandreren og bækken), tekst af Martin Gref (1915)
6. Hundra vägar, tekst af Johan Ludvig Runeberg (1907)

- Otte sange til tekster af Ernst Josephson, opus 57 (1909)

1. Älven och snigeln (Floden og sneglen)
2. En blomma stod vid vägen (En blomst stod ved vejen)
3. Kvarnhjulet (Møllehjulet)
4. Maj
5. Jag är ett träd (Jeg er et træ, oprindeligt: Det kala trädet)
6. Hertig Magnus (Hertug Magnus)
7. Vänskapens blomma (Venskabets blomst)
8. Näcken

- To sange til akkompagnement af guitar eller klaver til William Shakespeares skuespil "Trettondagsafton" (Helligtrekongersaften), opus 60. Svensk oversættelse af Carl August Hagberg. (1909)

1. Kom nu hit, död
2. Hållilå, uti storm och i regn

- Hymn to Thaïs, the Unforgettable, tekst af Arthur H. Borgström (1909)
- Vänskapens blomma, tekst af Ernst Josephson; en anden komposition end opus 57:7 (1909)
- Otte sange, opus 61 (1910)

1. Långsamt som kvällskyn, tekst af Karl August Tavaststjerna
2. Vattenplask, tekst af Viktor Rydberg
3. När jag drömmer, tekst af Karl August Tavaststjerna
4. Romeo, tekst af Karl August Tavaststjerna
5. Romans, tekst af Karl August Tavaststjerna
6. Dolce far niente, tekst af Karl August Tavaststjerna
7. Fåfäng önskan, tekst af Johan Ludvig Runeberg
8. Vårtagen, tekst af Bertel Gripenberg

- Luonnotar, opus 70, arrangement af tonedigtet for sangstemme og klaver (1915)
- Arioso, opus 3, arrangement for sangstemme og klaver (1911)
- Seks sange, opus 86 (1916–17)

1. Vårförnimmelser, tekst af Karl August Tavaststjerna (1916)
2. Längtan heter min arvedel, tekst af Erik Axel Karlfeldt (1916)
3. Dold förening, tekst af Carl Snoilsky (1916)
4. Och finns det en tanke, tekst af Karl August Tavaststjerna (1916)
5. Sångarlön, tekst af Carl Snoilsky (1916)
6. I systrar, I bröder, I älskande par!, tekst af Mikael Lybeck (1917)

- Seks sange, opus 88 (1917)

1. Blåsippan, tekst af Frans Michael Franzén
2. De bägge rosorna, tekst af Frans Michael Franzén
3. Vitsippan, tekst af Frans Michael Franzén
4. Sippan, tekst af Johan Ludvig Runeberg
5. Törnet, tekst af Johan Ludvig Runeberg
6. Blommans öde, tekst af Johan Ludvig Runeberg

- Seks sange til tekster af Johan Ludvig Runeberg, opus 90 (1917)

1. Norden
2. Hennes budskap
3. Morgonen
4. Fågelfängaren
5. Sommarnatten
6. Vem styrde hit din väg?

- Mummon syntymäpäivänä, tekst af ukendt (1919)
- Små flickorna, tekst af Hjalmar Procopé (1920)
- Narciss, tekst af Bertel Gripenberg (1925)
- Siltavahti for sangstemme og klaver, arrangement af sang for mandskor (1928)

## Korværker
- Tanke, se hur fågeln svingar, for blandet kor, tekst af Johan Ludvig Runeberg. Komponeret 1888.
- Upp genom luften, for blandet kor og klaver, tekst af P.D.A. Atterbom. Komponeret 1888.
- Ensam i dunkla skogarnas famn, for blandet kor, tekst af Emil von Quanten. Komponeret 1888.
- Hur blekt är allt, for blandet kor, tekst af Johan Ludvig Runeberg. Komponeret 1888.
- När sig våren åter föder, for blandet kor, tekst af Johan Ludvig Runeberg. Komponeret 1888.
- Ack, hör du fröken Gyllenborg, folkevisearrangement for blandet kor. Komponeret 1888-89.
- Vi kysser du fader min fästmö här?, for damekor og klaver, tekst af Johan Ludvig Runeberg, Komponeret 1889-90.
- Venematka 1893 (Se også opus 18).
- Työkansan marssi, for blandet kor, tekst af J.H. Erkko. Komponeret 1893.
- Soitapas sorea neito, för tenor og blandet kor; tekst fra Kanteletar. Komponeret 1893-94.
- Rakastava, sarja, for mandskor.

1. Miss' on kussa minun hyväni
2. Eilaa, eilaa
3. Hyvää iltaa lintuseni
4. Käsi kaulaan, lintuseni. Tekst fra Kanteletar. Komponeret 1894. Arrangement for mandskor og strygeorkester, arrangement for blandet kor, 1898.

- Laulun mahti, for mandskor; arrangement af en ballade af Jāzeps Vītols. Komponeret 1895.
- Op. 21 Hymn (Natus in curas) for mandskor; tekst af Fridolf Gustafsson. Komponeret 1896.
- Työkansan marssi, for blandet kor, tekst af J.H. Erkko. Komponeret 1897. Arrangemang för barnkör 1913(?).
- Op. 23 Sånger för blandet kor fra Promotionsmusiken 1897. Arrangeret 1898.

1. Me nuoriso Suomen
2. Tuuli tuudittele
3. Oi toivo, toivo sä lietomieli
4. Montapa elon merellä
5. Sammuva sainio maan
6. a Soi kiitokseksi Luojan, 6b Tuule, tuuli, leppeämmin
7. Oi lempi, sun valtas ääretön on
8. Kuin virta vuolas
9. Oi kallis Suomi, äiti verraton

- To arrangementer af italienske sange: Oh! Caroli og Trippole, Trappole for blandet kor og instrumenter. Komponeret 1897-98
- Kuutamolla, for mandskor. Komponeret 1898.
- Carminalia, arrangement af tre latinske sange for børnekor og klaver eller harmonium. Komponeret 1898

1. Ecce novum gaudium
2. Angelus emittitur
3. In stadio laboris

- Op. 18 Sex sånger för manskör

1. Sortunut ääni, tekst fra Kanteletar. Komponeret 1898. Arrangement for blandet kor 1898.
2. Terve kuu, tekst fra Kalevala. Komponeret 1901.
3. Venematka, tekst fra Kalevala. Komponeret 1893. Arrangement for blandet kor 1914.
4. Saarella palaa, tekst fra Kanteletar. Komponeret 1895. Arrangement for blandet kor 1898.
5. Metsämiehen laulu, tekst af Aleksis Kivi. Komponeret 1899.
6. Sydämeni laulu, tekst af Aleksis Kivi. Komponeret 1898. Arrangement for blandet kor 1904.

- Min rastas raataa, for blandet kor, tekst fra Kanteletar. Komponeret 1898.
- Isänmaalle for blandet kor, tekst af Paavo Cajander. Komponeret 1900. Arrangemang för manskör 1908.
- Kotikaipaus, for damekor, tekst af Walter von Konow. Komponeret 1902.
- Till Thérèse Hahl, for blandetd kor, tekst af Nils Wasastjerna. Komponeret 1902.
- Veljeni vierailla mailla, for mandskor, tekst af Juhani Aho. Komponeret 1904.
- Ej med klagan, for blandet kor, tekst af Johan Ludvig Runeberg. Komponeret 1905.
- Kansakoululaisten marssi, for børnekor, tekst af 'Onnen Pekka' (pseudonym) Komponeret 1910.
- Cantata (Herlige gåver), for damekor; tekst af Walter von Konow. Komponeret 1911.
- Op. 65a Män från slätten och havet, for blandet kor, tekst af Ernst V. Knape. Komponeret 1911.
- Op. 65b Klockmelodin i Berghälls kyrka. Arrangement for blandet kor af klokkemelodien i Berghälls kirke 1912. Tekst af Julius Engström; også med finsk tekst: Päättyy työ, joutuu yö (Heikki Klemetti). klaverarrangement (Klokkemelodien i Berghälls kirke) 1912.
- Uusmaalaisten laulu (Sang for folket i Nyland) for mandskor eller blandet kor, tekst af Kaarlo Terhi. Komponeret 1912.
- Three Songs för American Schools

1. Autumn Song; tekst af Richard Dixon;
2. The Sun Upon the Lake Is Low; tekst af Walter Scott;
3. A Cavalry Catch; tekst af Fiona McLeod. For kor og klaver. Komponeret 1913.

- Op. 84 Fem sånger för manskör

1. Herr Lager och Skön fager, tekst af Gustav Fröding. Komponeret 1914.
2. På berget, tekst af Bertel Gripenberg. Komponeret 1915.
3. Ett drömackord, tekst af Gustav Fröding. Komponeret 1915.
4. Evige Eros, tekst af Bertel Gripenberg. Komponeret 1915.
5. Till havs, tekst af Jonathan Reuter. Komponeret 1917.

- Drömmarna, for blandet kor, tekst af Jonatan Reuter. Komponeret 1917.
- Fridolins dårskap, for mandskor, tekst af Erik Axel Karlfeldt. Komponeret 1917.
- Jone havsfärd, for mandskor; tekst af Erik Axel Karlfeldt. Komponeret 1918.
- Brusande rusar en våg, for mandskor, tekst af Gösta Schybergson. Komponeret 1918.

Ute hörs stormen, for mandskor; tekst af Gösta Schybergson. Komponeret 1918.
- Op. 91b Partiolaisten marssi for klaver, tekst af Jalmari Finne. Komponeret 1918. Arrangement for blandet kor og orkester 1918, arrangement for blandet kor og klaver 1921, arrangement for to damestemmer og klaver (The World Song of Girl Guides and Girl Scouts) 1951-52.
- Likhet, for mandskor; tekst af Johan Ludvig Runeberg. Komponeret 1922.
- Three liturgical works

1. För Palmsöndagen; liturg og orgel.
2. För Alla helgons dag eller begravelse, liturg, kor og orgel.
3. För kristen ungdom, liturg, forsamling (kor) og orgel. Tekst fra Bibelen. Komponeret 1925.

- Koulutie, for blandet kor, tekst af Veikko Antero Koskenniemi. Komponeret 1924.
- Skolsång, for blandet kor, tekst af Nino Runeberg. Komponeret 1925.
- Skyddskårsmarsch, för manskör, klaver ad lib., tekst af Nino Runeberg. Komponeret 1925.
- Op. 108 Två sånger för manskör

1. Humoreski, tekst af Larin Kyösti. Komponeret 1925.
2. Ne pitkän matkan kulkijat, tekst af Larin Kyösti. Komponeret 1925.

- Den höga himlen, for blandet kor eller orgel. Komponeret 1927, baseret på hans Frimurermusik op. 113 sats 11 (Suur’ olet Herra), tekst af Jacob Tegengren.
- Siltavahti, for mandskor; tekst af Wäinö Sola. Komponeret 1928. Arrangement for solostemme (med klaver) 1928.
- Jouluna, för blandad kör, tekst af August Verner Jaakkola (anden tekst af Väinö Ilmari Forsman: Nyt seimelle pienoisen lapsen). Komponeret 1929.
- Viipurin lauluveikkojen kunniamarssi, to forskellige arrangementer, begge for mandskor; tekst af Eero Eerola. Den første fra 1920, den anden til samme tekst fra 1929.
- Karjalan osa, for unisone mandsstemmer og klaver, tekst af A. Nurminen. Komponeret 1930.